# Zbigniew Kabata
Zbigniew Kabata ps. Bobo (ur. 17 marca 1924 w Jeremiczach, zm. 4 lipca 2014 w Nanaimo w Kanadzie) – polski doktor nauk przyrodniczych w zakresie biologii i parazytologii, podpułkownik WP w stanie spoczynku, porucznik cz.w. Armii Krajowej, żołnierz oddziału partyzanckiego Jędrusie, doktor honoris causa Akademii Rolniczej w Szczecinie

## Życiorys
Harcerz, który pływał pod rozkazami gen. Mariusza Zaruskiego na jachcie harcerskim Zawisza Czarny. Do 1939 wychowanek Korpusu Kadetów nr 1 Marszałka Józefa Piłsudskiego we Lwowie.
Podczas wojny – redaktor, drukarz, kolporter prasy podziemnej („Odwet”). Partyzant – oficer Armii Krajowej w oddziale partyzanckim „Jędrusie” na ziemi sandomierskiej i tarnobrzeskiej, w akcji „Burza” w 2 pułku piechoty Legionów Armii Krajowej. Uczestnik akcji dywersyjnych, potyczek, bitew partyzanckich.
W 1945 ścigany przez NKWD i UB dotarł do 2 Korpusu WP we Włoszech, następnie w Anglii. W latach 1948–1951 – w Szkocji – rybak dalekomorski.
W latach 1951–1955 studiował biologię na Wydziale Zoologii w Uniwersytecie w Aberdeen. W 1959 uzyskał stopień naukowy doktora filozofii, a w 1966 – doktora nauk przyrodniczych. Po ukończeniu studiów podjął pracę w Marine Laboratory (Scootish Department of Agriculture and Fisheries, a w 1967 został kierownikiem Laboratorium Parazytologii w Pacific Biological Station w Nanaimo w Kanadzie, gdzie pracował do chwili przejścia na emeryturę w 1989.
Autor ok. 150 prac naukowych z zakresu parazytologii, wydanych w 15 krajach w różnych językach. Środowisko naukowe uhonorowało Z. Kabatę nadając nazwy gatunkowe pochodzące od nazwiska i pseudonimu kilku odkrytym organizmom, w tym prehistorycznemu pasożytowi ryb.
Autor zbioru wierszy pisanych po polsku (Wiersze – Wrocławskie Zakłady Graficzne 1993, Byłaś Radością i Dumą – Richter Polska) i pięknej książki biograficznej w języku polskim „Żniwa na głębinie”.
W latach wojny – autor pieśni i wierszy partyzanckich. Po wojnie autor wspomnień w prasie emigracyjnej (Dziennik Polski – Dziennik Żołnierza). Opowiadania dla radia BBC w języku angielskim. Wśród ponad 50 wierszy opowiadających głównie o bohaterskiej walce i składających hołd poległym żołnierzom Armii Krajowej. W 1964 roku napisał wiersz „Armia Krajowa” będący nieoficjalnym hymnem środowisk żołnierzy AK. Wiersz ten jest wielokrotnie cytowany we fragmentach na wielu pomnikach Armii Krajowej, a pełny tekst znajduje się na pomniku AK w Licheniu na terenie bazyliki (odsł. 6 września 2004).
Za szczególny wkład wniesiony do światowej nauki odznaczony przez Kanadyjskie Towarzystwo Zoologiczne Wardle Medal, przez Polskie Towarzystwo Parazytologiczne Medalem im. Konstantego Janickiego. Doktor honoris causa Akademii Rolniczej w Szczecinie (1993), profesor Uniwersytetu Simon Fraser w Burnaby.
Odznaczony trzykrotnie Medalem Wojska, dwukrotnie Krzyżem Walecznych, Srebrnym Krzyżem Orderu Virtuti Militari, Krzyżem Armii Krajowej, Krzyżem Partyzanckim, złotym Medalem za Zasługi dla Obronności Kraju, a także Krzyżem Komandorskim z Gwiazdą Orderu Odrodzenia Polski.
W 1998 został odznaczony Medalem im. Profesora Kazimierza Demela. W 1999 Rada Miasta nadała mu tytuł Honorowego Obywatela Miasta Sandomierza. 29 lipca 2007 ppłk Zbigniew Kabata otrzymał najwyższe kanadyjskie odznaczenie państwowe Order of Canada Member (C.M.).

## Upamiętnienie
- W Opatowie znajduje się przejście nazwane Pasażem Podpułkownika Profesora Zbigniewa Kabaty ps. „Bobo”[12]
- Na cześć Zbigniewa Kabaty 24 widłonogom nadano nazwy pochodzące od jego imienia, nazwiska lub pseudonimu[13].